# Flaggenparade

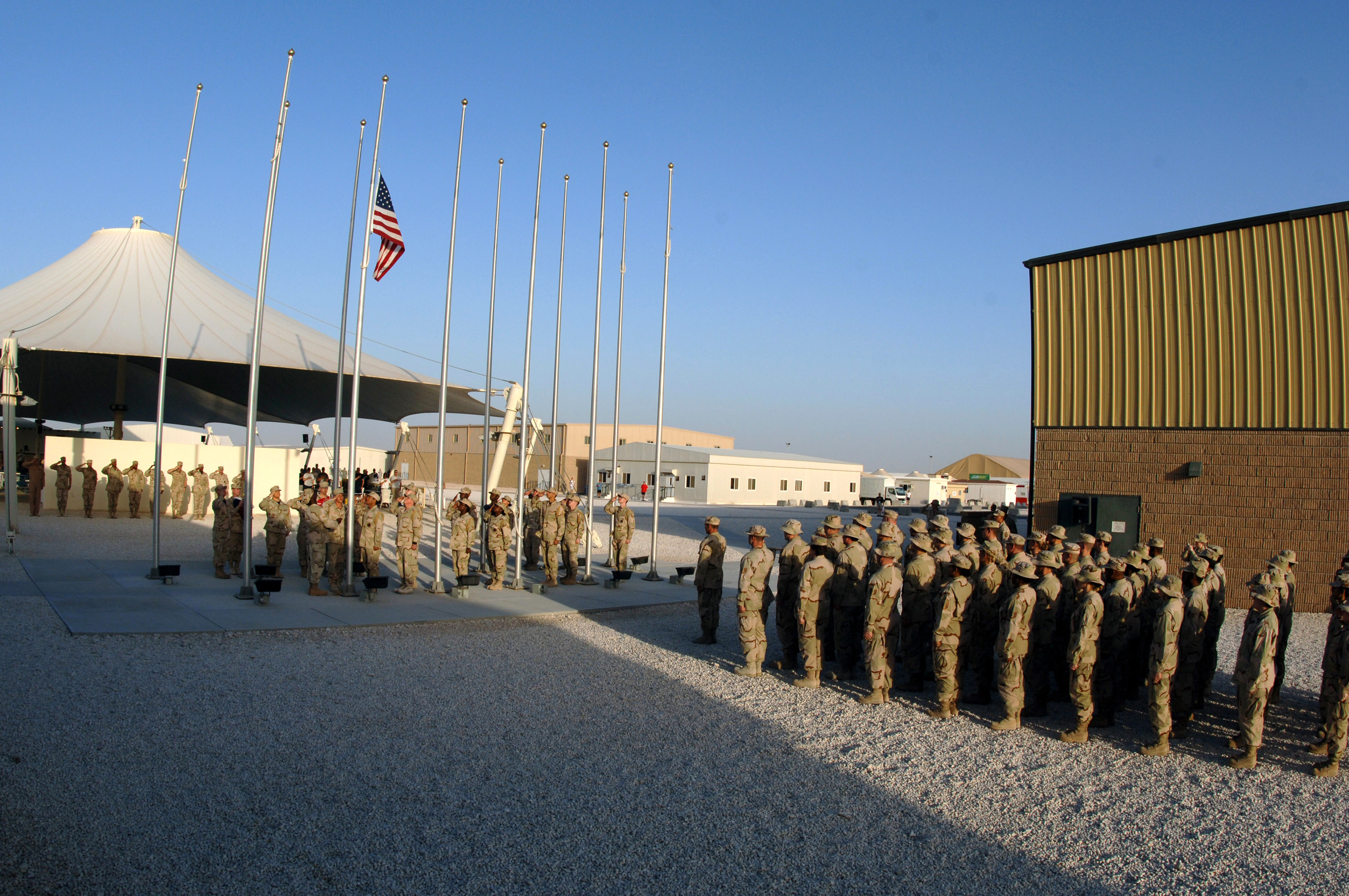
Flaggenparade der 379th Expeditionary Medical Group (US Air Force)

Eine Flaggenparade ist das feierliche Hissen bzw. Niederholen einer Flagge im Rahmen eines militärischen Zeremoniells.
Flaggenparaden sind oft Bestandteil des diplomatischen Protokolls, z. B. bei Staatsbesuchen, gehören aber auch zum alltäglichen Bestandteil des militärischen Dienstbetriebs. Wie in den meisten anderen Ländern, wird auch in deutschen Kasernen sowie auf militärisch besetzten Kriegsschiffen die Bundesdienstflagge am Morgen gehisst und am Abend niedergeholt.

## Ablauf
Beispielhaft für die Flaggenparade soll hier das Zeremoniell wiedergegeben werden, wie es in der deutschen Bundeswehr durchgeführt wird. Dies regelt u. a. die Zentralrichtlinie A2-2630/0-0-3 „Formen und Feiern der Bundeswehr“ (ehemals ZDv 10/8) und die für die Marine in der Bereichsvorschrift C1-280/0-3311 (ehemals Marinedienstvorschrift 161/1 „Flaggen-, Salut- und Besuchsordnung für Schiffe/Boote der Bundeswehr“ (FlaSBO)).

### Heer und Luftwaffe nach Zentralrichtlinie A2-2630/0-0-3

#### Kleine Flaggenparade
Die Flaggenparade wird vom Offizier vom Wachdienst (OvWa) und vom Flaggenkommando (je Flagge zwei Soldaten) im Rahmen des Wachdienstes durchgeführt. Der OvWa und das Flaggenkommando marschieren vom Wachlokal zum Flaggenmast und dabei marschiert das Flaggenkommando links des OvWa. Der mittlere der Soldaten trägt auf angewinkelten Unterarmen die Bundesdienstflagge. Der OvWa bleibt in angemessener Entfernung zum Flaggenmast stehen, während das Flaggenkommando weiter zum Flaggenmast marschiert.
Sobald das Flaggenkommando den Flaggenmast erreicht hat, gibt der OvWa die Kommandos „Abteilung – Halt!“, „Links und rechts – um!“ und „Flaggenkommando – Rührt euch!“. Daraufhin befestigt das Flaggenkommando die Dienstflagge an der Flaggenleine und macht sie klar zum Hissen, bei der abendlichen Flaggenparade macht sie die Flaggenleine klar zum Niederholen.
Zur Durchführung der Flaggenparade kommandiert der Offizier vom Wachdienst: „Zur Flaggenparade – Stillgestanden!“, „Heißt Flagge!“ bzw. „Holt nieder Flagge!“ Die Bundesdienstflagge wird von dem Flaggenkommando langsam gehisst bzw. niedergeholt. Bei gleichzeitigem Hissen/Niederholen mehrerer Flaggen ist auf das Gleichmaß der Bewegungen zu achten.
Nach dem Hissen oder Niederholen der Bundesdienstflagge kommandiert der OvWa: „Flaggenkommando – Rührt Euch!“ Nach dem Niederholen ist die Bundesdienstflagge zu falten (siehe unten). Zum Abmarsch kommandiert der OvWa: „Flaggenkommando – Stillgestanden!“, „Links und rechts – um!“, „Im Gleichschritt – Marsch!“ und marschiert mit dem Flaggenkommando zum Wachlokal zurück, lässt halten und wegtreten.
Für die Dauer der Flaggenparade sind die Tore zu den Anlagen, Einrichtungen oder Dienstgebäuden zu schließen. Der Fahrzeugverkehr ist rechtzeitig so anzuhalten, dass kein Fahrzeug in unmittelbarer Nähe des Flaggenmasts bzw. -stocks steht. Motoren sind abzustellen und Soldaten steigen grundsätzlich aus den Fahrzeugen aus. Fußgänger bleiben stehen, marschierende Abteilungen halten. Während des Hissens oder Niederholens der Bundesdienstflagge bzw. der Flaggen erweisen der Durchführende der Flaggenparade (mit Ausnahme des Flaggenkommandos) und die sich in Sichtnähe zum Ort der Flaggenparade befindlichen Soldaten in Uniform den militärischen Gruß. Sollten, etwa auf Heimfahrt, Soldaten im Zivilanzug anwesend sein, erweisen sie zwar keinen Gruß, gehen aber in Grundstellung. Der Gruß ist unmittelbar nach dem Kommando „Heißt Flagge!“ bzw. „Holt nieder Flagge!“ bzw. „Setzt halbmast Flagge!“ zu erweisen und endet außer bei der Großen Flaggenparade mit dem Kommando "… – Rührt Euch!".

#### Große Flaggenparade
Die Große Flaggenparade wird nur auf ausdrücklichen Befehl eines Vorgesetzten, der mindestens die Dienststellung eines Kommandierenden Generals innehat, durchgeführt.
Zur Großen Flaggenparade treten an:
ein Offizier als Führer der Großen Flaggenparade, der möglichst den Dienstgrad des Chefs oder Führers des Musikkorps haben soll, ein Musikkorps, ein Ehrenzug, das Flaggenkommando.
Das Musikkorps, der Ehrenzug und das Flaggenkommando bilden die „Paradeaufstellung“; nach dem Anmarsch steht das Musikkorps am rechten Flügel, das Flaggenkommando tritt aus und steht im „Rührt Euch!“ mit Front zueinander beiderseits des Flaggenmastes.
Die Flagge wird ohne Kommando zum Hissen/Niederholen klargemacht.
Der Platz des Führers der Großen Flaggenparade richtet sich nach den örtlichen Gegebenheiten.
Zur Durchführung der Großen Flaggenparade kommandiert der Führer der Großen Flaggenparade:
„Zur Großen Flaggenparade, Paradeaufstellung – Stillgestanden!“, „Achtung! Präsen – tiert!“, „Augen – rechts!“ („Die Augen – links!“), „Heißt Flagge!“ bzw. „Holt nieder Flagge!“ Unmittelbar nach diesen Kommandos setzen Musikkorps und Spielleute mit dem
Präsentiermarsch ein. Die Bundesdienstflagge wird von dem Flaggenkommando langsam gehisst bzw. niedergeholt.
Ist die Bundesdienstflagge gehisst bzw. niedergeholt, ist der Präsentiermarsch zu beenden und unmittelbar anschließend die Nationalhymne zu spielen. Das Flaggenkommando grüßt nicht, während die Nationalhymne gespielt wird.
Die Große Flaggenparade endet nach den Kommandos: „Augen gerade – aus!“, „Hand – ab!“, „Paradeaufstellung – Rührt Euch!“ mit dem Eintreten des Flaggenkommandos und dem Abmarsch der Paradeaufstellung. Das Flaggenkommando kann, insbesondere wenn die Große Flaggenparade außerhalb einer militärischen Anlage oder Einrichtung durchgeführt wird, unter Einnehmen der „Habt-acht-Stellung“ als Ehrenposten am Flaggenmast verbleiben.

#### Zeitpunkte
Die Flaggenparade ist täglich morgens und abends durchzuführen. Ist keine militärische Wache vorhanden, ist die Bundesdienstflagge formlos, jedoch würdig und achtungsvoll zu hissen und niederzuholen.
Die Flaggenparade wird zwischen dem 1. April und dem 30. September morgens um 07:00 Uhr und vom 1. Oktober bis zum 31. März um 08:00 Uhr durchgeführt. Für den Abend legt die Vorschrift den Sonnenuntergang bzw. als spätesten Zeitpunkt 20:00 Uhr fest.
Anlässlich militärischer Feiern können Flaggen auch nach Sonnenuntergang gehisst bleiben, wenn und solange sie von Scheinwerfern angestrahlt werden.

### Marine nach Bereichsvorschrift C1-280/0-3311

#### Kleine Flaggenparade
Jedes in Dienst befindliche, landfeste (d. h. verankerte oder festgemachte) militärisch besetzte Kriegsschiff der Marine sowie alle militärischen Dienststellen sind zur täglichen Flaggenparade verpflichtet.
Fünfzehn Minuten vor Beginn der Kleinen Flaggenparade wird der Befehl „Flaggenposten sich klarmachen“ gegeben. Die abgeteilten Soldaten, regulär ein Gast für die Bedienung der Gösch, zwei Gasten für die Bedienung der Heckflagge, ein Signalgast für die Bedienung des PREP-Wimpels und weiterer der Flaggenparade unterliegender Flaggen (z. B. Flaggenschmuck, Kommandoinhaberabwesenheitszeichen u. Ä.), ein Maat zum Auspfeifen der Befehle sowie ein Offizier als Befehlshaber der Flaggenparade legen den sog. Paradeanzug an, das ist die Erste Garnitur.
Fünf Minuten vor Beginn der Kleinen Flaggenparade wird der Befehl „Flaggenposten heraustreten“ gegeben. Die abgeteilten Soldaten treten an den ihnen befohlenen Stationen an. Die Gasten an Gösch und Heckflagge klarieren die Flaggleinen und nehmen Grundstellung mit Blick mittschiffs (bzw. zu ihren Vorgesetzten) ein. Der Signalgast setzt den PREP-Wimpel vor, d. h. setzt ihn bis ins Topp der Signalleine. Von diesem Moment an ist das Betreten und Verlassen des Schiffs über die Stelling oder das Fallreep untersagt.
Zum Zeitpunkt der Flaggenparade kommandiert der befehlshabende Offizier: „Nieder!“ und pfeift einen langen Ton auf der Batteriepfeife, der Signalgast nimmt den PREP-Wimpel halb (lässt ihn langsam bis zur Mitte der Signalleine herabsinken). Dann kommandiert der befehlshabende Offizier „An Oberdeck stillgestanden! Front zur Flagge!“ (Alle Soldaten an Oberdeck und auf der Pier in Nähe des Schiffes gehen ins Stillgestanden, mit Front zur Heckflagge – nur der Gast an der Gösch nimmt Front zur Gösch ein).
Das nächste Kommando lautet morgens: „Heiß Flagge!“, abends: „Hol nieder Flagge!“. Alle anwesenden Soldaten grüßen die Flagge. Nun beginnen die Gasten, die Flaggen langsam zu bewegen, dabei pfeift der Maat einen Triller auf der Bootsmannsmaatenpfeife.
Sind die Flaggen vorgenommen bzw. eingenommen, kommandiert der befehlshabende Offizier „Rührt Euch!“ und gibt zwei kurze Pfiffe mit der Batteriepfeife ab. Alle Soldaten an Oberdeck und auf der Pier nehmen die Hand ab und können zu ihren Tätigkeiten zurückkehren, der Signalgast nimmt den PREP-Wimpel nieder, die Gasten an den Flaggen klarieren die Leinen, die Soldaten der Flaggenparade treten weg.

#### Große Flaggenparade
Die Große Flaggenparade wird nur auf ausdrücklichen Befehl durchgeführt.
Zusätzlich zum oben beschriebenen Personal treten auf den Befehl „Flaggenposten heraustreten!“ ein Musikkorps sowie eine bewaffnete Ehrenwache an.
Fünf Minuten vor Beginn der Kleinen Flaggenparade wird der Befehl „Flaggenposten heraustreten“ gegeben. Die abgeteilten Soldaten treten an den ihnen befohlenen Stationen an. Die Gasten an Gösch und Heckflagge klarieren die Flaggleinen und nehmen Grundstellung mit Blick mittschiffs (bzw. zu ihren Vorgesetzten) ein. Der Signalgast setzt den PREP-Wimpel vor, d. h. setzt ihn bis ins Topp der Signalleine. Von diesem Moment an ist das Betreten und Verlassen des Schiffs über die Stelling oder das Fallreep untersagt.
Zum Zeitpunkt der Flaggenparade kommandiert der befehlshabende Offizier: „Nieder!“ und pfeift einen langen Ton auf der Batteriepfeife, der Signalgast nimmt den PREP-Wimpel halb (lässt ihn langsam bis zur Mitte der Signalleine herabsinken). Dann kommandiert der befehlshabende Offizier „An Oberdeck stillgestanden! Front zur Flagge!“ (Alle Soldaten an Oberdeck und auf der Pier in Nähe des Schiffes gehen ins Stillgestanden, mit Front zur Heckflagge – nur der Gast an der Gösch nimmt Front zur Gösch ein).
Das nächste Kommando lautet morgens: „Heiß Flagge!“ und abends: „Hol nieder Flagge!“. Die Ehrenwache präsentiert das Gewehr, das Musikkorps schlägt den Holländischen Ehrenmarsch, alle anderen anwesenden Soldaten grüßen. Nun beginnen die Gasten, die Flaggen langsam zu bewegen, dabei pfeift der Maat einen Triller auf der Bootsmannsmaatenpfeife.
Sind die Flaggen vorgenommen bzw. eingenommen, kommandiert der befehlshabende Offizier „Rührt Euch!“ und gibt zwei kurze Pfiffe mit der Batteriepfeife ab. Der Holländische Ehrenmarsch wird beendet, die Ehrenwache nimmt das Gewehr ab. Alle Soldaten an Oberdeck und auf der Pier nehmen die Hand ab und können zu ihren Tätigkeiten zurückkehren, der Signalgast nimmt den PREP-Wimpel nieder, die Gasten an den Flaggen klarieren die Leinen, die Soldaten der Flaggenparade, der Ehrenwache und des Musikkorps treten weg.

#### Zeitpunkt und Reihenfolge
Gemäß Bereichsvorschrift C1-280/0-3311 findet die Flaggenparade vom 1. April bis zum 30. September morgens um 07:00 Uhr und abends zum Zeitpunkt des Sonnenuntergangs statt. Vom 1. Oktober bis zum 31. März findet die Flaggenparade morgens um 08:00 Uhr und abends zum Zeitpunkt des Sonnenuntergangs statt. Liegen mehrere Schiffe in Hör- und Sichtweite beieinander, beginnt die Flaggenparade an Bord des Schiffes mit dem ranghöchsten bzw. rangältesten Kommandoinhaber an Bord. Die Flaggenparade wird erst abgepfiffen, wenn das letzte (rangniedrigste) Schiff die Flaggen bewegt hat.

## Unterschiede
In Landdienststellen unterscheiden sich die Kommandos nur in Bezug auf ihre örtlichen Gegebenheiten (z. B. nicht „An Oberdeck stillgestanden!“), das Zeremoniell ist im Ablauf gleich.
Größere Unterschiede gibt es jedoch im Vergleich zu anderen Nationen. Es tritt z. B. bei jeder Flaggenparade an Bord eines türkischen Kriegsschiffes eine Ehrenwache an, an Bord italienischer Kriegsschiffe werden andere Pfeif-Signale gegeben usw.

## Besonderheiten
Bei der Trauerbeflaggung wird wie bei der normalen Flaggenparade verfahren, jedoch werden die Flaggen beim Vornehmen, nachdem sie ganz vorgenommen worden sind, wieder halb bzw. so weit nieder genommen, dass sie den Boden nicht berühren können. Beim Niederholen werden sie erst wieder ganz vorgenommen und dann niedergenommen. Die Trauerbeflaggung wird auf ausdrücklichen Befehl und an bestimmten Gedenktagen vorgenommen (u. a. Volkstrauertag, Tag zum Gedenken an die Verbrechen der NS-Diktatur).
Wechselt ein Kriegsschiff seinen Status von landfest zu seegehend bzw. umgekehrt, werden die Flaggen ohne Zeremoniell gesetzt bzw. eingenommen (sog. Flaggenwechsel). Häufig werden die Flaggen bereits vor Erreichen eines Hafens gesetzt bzw. erst nach Verlassen eines Hafens niedergenommen.

## Weitere Bräuche

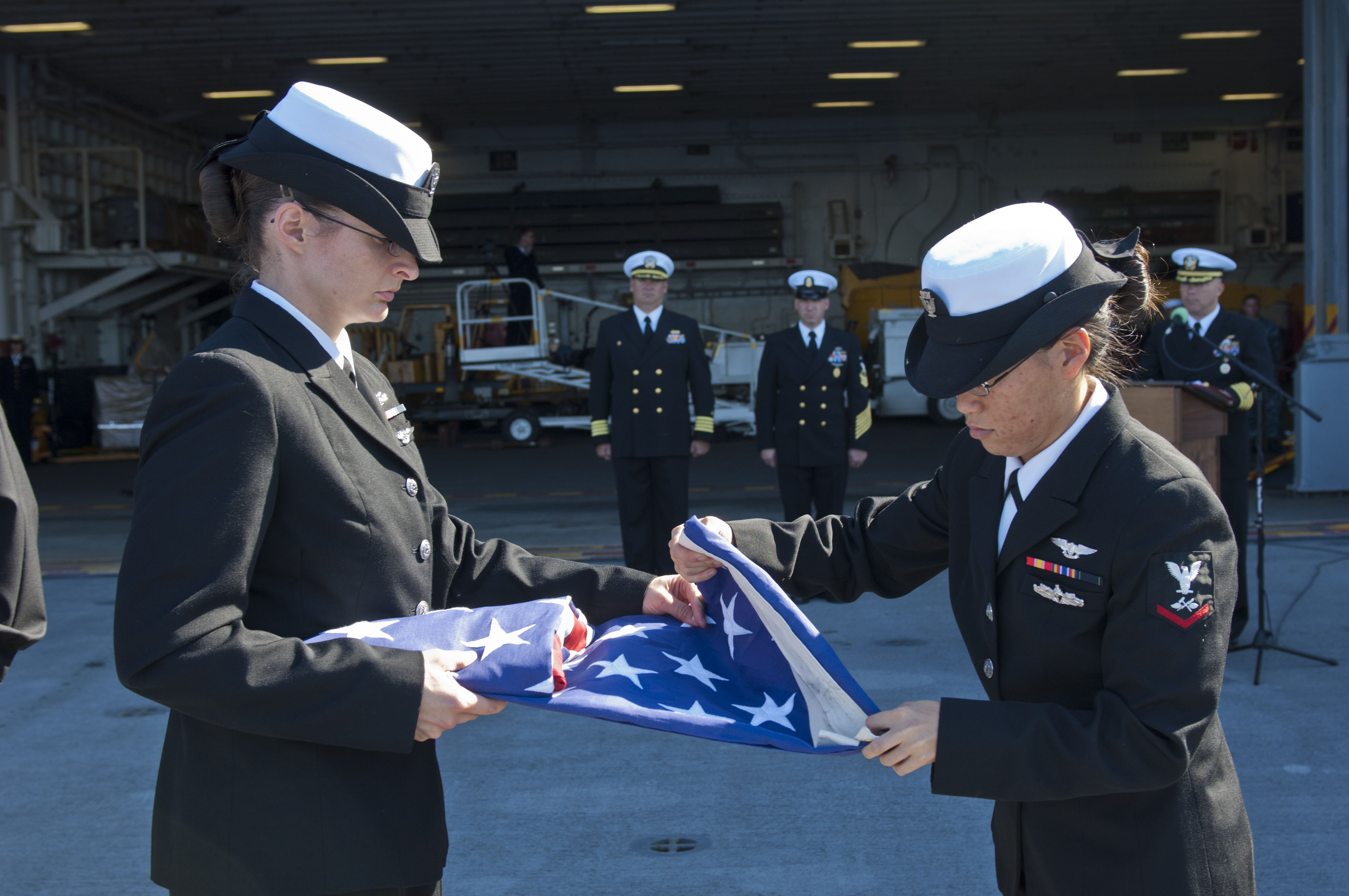
Zwei Soldatinnen der US-Marine beim Falten der US-Flagge zu einem Dreieck

Eine Flagge wird beim Niederholen nach festgelegten Bestimmungen gefaltet. Je nach Land und Militärtradition ist die Faltung anders. Diese Faltungstraditionen sind in der Kostbarkeit früherer Flaggen begründet und haben allgemein zum Ziel, dass die Flagge mit ihrer unempfindlichsten (sprich: dunkelsten) Farbe nach außen zusammengelegt und gelagert wird.
- Deutschland allgemein: Der goldene Balken der Bundesdienstflagge wird nach hinten geklappt, dann wird der schwarze Balken nach hinten geklappt, so dass nur noch der rote Balken mit dem Bundesadler zu sehen ist. Jetzt halbiert der 1. Soldat bis zum Adler den roten Balken nach vorne. Der 2. Soldat tut dasselbe für seine Seite. Dann wird der rote Balken hinter den Bundesadler geklappt, so dass nachher nur noch der Bundesadler zu sehen ist.
- Dienstflagge der Seestreitkräfte der Bundeswehr: die Flagge wird zweimal halbiert, sodass das schwarze Feld außen zu liegen kommt, dann werden die Spitzen der gestanderten Flagge auf ihre gegenüberliegende Falz gelegt. Daraufhin wird die Flagge vom wehenden Liek her viereckig zusammengelegt, sodass am Ende nur noch das schwarze Feld sichtbar bleibt.
- USA: Die Flagge der Vereinigten Staaten wird zweimal halbiert und dann vom wehenden Liek her dreieckig zusammengelegt, so dass die Gösch (das sind in diesem Falle die weißen Sterne auf blauem Grund) außen liegen.